# De vulgaire geschiedenis van Charelke Dop (film)
De vulgaire geschiedenis van Charelke Dop is een tweedelige televisiefilm uit 1985 van de dienst Drama van de toenmalige BRT, thans VRT. Het is een verfilming van het gelijknamige boek van Ernest Claes. De film werd geregisseerd door Dré Poppe en het script geschreven door Pierre Platteau.

## Verhaal
Het is de Eerste Wereldoorlog. Charelke Dop woont in Diest. Hoewel hij zich voordoet niet goed bemiddeld te zijn, is dit slechts uit gierigheid. Zijn vrouw Angeline, net gestorven, baatte een snoepwinkel uit. Zelf bezit hij enkele huurhuizen. Het is dan ook niet verwonderlijk dat enkele lokale vrouwen een huwelijk met weduwnaar Charelke wel zien zitten. Een nieuwe wet zorgt er voor dat armen tijdens de oorlog geen huur moeten betalen. Charelke, schrik omdat hij geen nieuwe inkomsten heeft, verkoopt heel wat van zijn inboedel. Wanneer zowat alles met enige waarde is verkocht, beslist hij om naar Brussel te verhuizen om daar veel geld te verdienen. Hij zal daar verblijven bij zijn neef.
In Brussel wordt hem al snel duidelijk dat zijn neef arm is. Hij woont op een kleine verdieping in een vervallen appartement. Water dient buiten opgepompt te worden en er zijn enkel gezamenlijke toiletten. Desondanks past Charelke zijn levensstijl niet aan en eet hij gretig van de maaltijden wetende dat er niet genoeg is voor zijn neef, diens vrouw en hun twee kinderen. Zij laten hem doen omdat Charelke beweert zijn testament te hebben aangepast: zijn erfenis van 9000 Belgische Franken laat hij na aan de twee kinderen. Charelke maakt kennis met Nette Gordijn, een lokale cafébazin, die hij allerlei zaken wijsmaakt. Ze starten een platonische relatie waardoor Charelke er zo goed als gratis kan drinken. Wanneer blijkt dat Nette ook een relatie heeft met Jan Kweddel, geeft Charelke Jan aan bij de Duitsers en krijgt daarvoor 500 Duitse Marken. Charelke wist namelijk dat Jan mensen de grens oversmokkelt. Charelke maakt ook kennis met twee revuezangeressen. Wanneer uitkomt dat Charelke de 9000 Belgische Franken liever aan hen geeft dan aan de kinderen van zijn neef, wordt hij het appartement uitgezet.
Charelke doolt wat rond in Brussel en komt in een ander café terecht. Met zijn manipulatieve gave en pathologische leugens mag hij er verblijven. Cafébaas Jan Tamboer smokkelt allerlei waren die ze verkopen aan de lokale rijken. Charelke wordt al snel aangenomen, maar hij vraagt de klanten veel meer dan met Jan afgesproken om zo in eigen zak te kunnen steken. Wanneer dit uitkomt, moet hij vertrekken. Vervolgens praat hij zo in op een andere man dat ze van job ruilen waardoor Charelke als knecht gaat werken bij de rijke baron Bidoul. Bidoul heeft banden met zowel het Belgische als het Duitse leger. Huishoudster Eufrazie voelt al snel iets voor Charelke en hij belooft haar allerhande dingen. Hij achterhaalt dat de baron het eten dat bestemd is voor Belgische militairen onderschept en vervolgens geeft aan de Duitse militairen. Charelke steelt het kasboek en chanteert de baron: in ruil voor 3000 Duitse Marken en valse paspoorten zal Charelke het dagboek terugbezorgen. Daarop vertrekt hij en zegt tegen Eufrazie dat hij genoodzaakt is haar te verlaten daar een van zijn twee kinderen sneuvelde.
Met deze valse paspoorten start hij tezamen met een slager een zwendel in varkensvlees waardoor hij steenrijk wordt. Wanneer de oorlog afgelopen is, bezoekt Charelke baron Bidoul opnieuw. De baron moet "een goede brief schrijven aan de overheid" waardoor Charelke voor "zijn goede daden" eremedailles krijgt tijdens een officiële huldiging op het gemeentehuis in Diest. In ruil krijgt de baron nog enkele bladen van het dagboek dat Charelke had achtergehouden. Hij ontmoet ook terug de huishoudster niet meer wetende welke leugen hij haar vertelde toen hij destijds vertrok.
Charelke keert terug naar Diest waar hij een relatie start met een lokale cafébazin die al eerder een oogje op hem had. De huldiging vindt effectief plaats en Charelke wordt geëerd voor al zijn (zogezegd) goede daden, terwijl hij in werkelijkheid voornamelijk illegale zaken deed.

## Rolverdeling
| Acteur                | Personage     |
| --------------------- | ------------- |
| Jef Burm              | Charelke Dop  |
| Denise De Weerdt      | Sefie         |
| Jacky Morel           | Lewie Serezo  |
| Christel Domen        | Trezeke       |
| Doris Van Caneghem    | Roos          |
| Anton Cogen           | priester      |
| Leo Rozenstraten      | Gustaaf       |
| Gerda Marchand        | Rozelien      |
| Lea Cousin            | revuezangeres |
| Greta Van Langendonck | revuezangeres |
| Yvonne Mertens        | Kermelie      |
| Katrien Devos         | Nette Gordijn |
| Ugo Prinsen           | Jan Kweddel   |
| Max Schnur Max        | Lamme Glas    |
| Emmy Leemans          | Isabelle      |
| Marc Bober            | Jan Tamboer   |
| Gilda De Bal          | Boeboeske     |
| Bert André            | Gille         |
| Dora Van Der Groen    | Eufrazie      |
| Machteld Ramoudt      | Leontine      |
| Anton Peters          | baron Bidoul  |
| Gust Van Opbergen     | Roger Bolders |